# الإسلام في جزر العذراء الأمريكية
جزر العذراء الأمريكية هي مجموعة من تسع جزر بالبحر الكاريبي تقع إلى الشرق من جزيرة بورتوريكو، وتبعد عنه بحوالي 64 كيلو مترا، في شرقها ممر أنجادا المائي ويفصلها عن جزر الأنتيل الصغرى، واكتشف هذه الجزر كرستوفر كلومبس في سنة (899 هـ – 1493 م) ومن ثم احتلتها إسبانيا لفترة، ثم احتلت بريطانيا بعضها في سنة (1077 هـ – 1666 م) واحتلت الدنمارك قسما منها، واشترت الولايات المتحدة الجزر التي كانت تحت سيطرة الدنمارك بمبلغ (25 مليون دولار) في سنة (1336هـ – 1917م) وذلك لكي تسيطر على المدخل الشمالي للبحر الكاريبي والمتمثل في ممر أنجادا المائي الهام.

## وصول الإسلام إليها

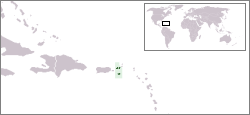
موقع الجزر العذراء الأمريكية

وصلها الإسلام جزر العذراء الأمريكية حديثا، وذلك بهجرة العرب الذين قدموا إلى الجزر العذراء الأمريكية، وجاءوا إليها من الولايات المتحدة، وأغلبهم من أصل لبناني وسوري وفلسطيني، ولقد نشط هؤلاء التجار في نشر الدعوة الإسلامية ودعمهم في ذلك مسلمو الولايات المتحدة الأمريكية، ولقد نجح هؤلاء في نشر الإسلام بين سكان الجزر العذراء الأفارقة، واسلم عدد كبير منهم وأصبحت نسبة المسلمين تشكل (2%) بالنسبة لسكان الجزر العذراء الذين بلغوا في الآونة الأخيرة حوالي (114000 نسمة) هذا رغم قصر مدة وصول الإسلام إلى المنطقة، وأصبح عدد الأقلية المسلمة بالجزر العذراء 2280 مسلم وينتشر المسلمون في مدينة سانت كرويكس وفي مدينة توماس.
ولقد حاولت الأقلية المسلمة بالجزر العذراء تنظيم نفسها وتكوين هيكل إسلامي لأنشطتها، فبدئوا بالاجتماعات في منازل بعضهم وذلك لمناقشة مشاكلهم ثم خصصوا مبنى متواضعا كمركز إسلامي لهم ولكن هذا المركز مازال يفتقر إلى المطبوعات والنشرات الإسلامية كذلك ينقصه المدرسون والأئمة.
وحضر وفد مسلمي الجزر العذراء المؤتمر الإسلامي الذي عقد بترينداد في سنة (1397هـ – 1977م) لمناقشة مشاكل الأقليات المسلمة بمنطقة البحر الكاريبي وأمريكا الجنوبية، عرض مسلمو الجزر العذراء مشاكلهم على المؤتمر وتمثلت في الحاجة إلى الأئمة لدعم انتشار الإسلام بالجزر وتصحيح مسار الدعوة، كذلك الحاجة إلى الكتب والمطبوعات الإسلامية، والحاجة إلى المدرسين لتعليم أبنائهم العلوم الإسلامية والعربية، كذلك طالبوا باستمرار الاتصال بينهم وبين دول العالم الإسلامي والهيئات الإسلامية. وتصل إليهم بعض المطبوعات الإسلامية، ومن حق هذه الجماعات المسلمة مداومة الاتصال بهم، وتقديم العون الثقافي والمادي لشد أزرهم.

## مؤسسات وجمعيات إٍسلامية
توجد في جزر العذراء الأمريكية مؤسسة إسلامية وهي الجمعية الإسلامية العالمية لجزر العذراء – 250 بترزرست صب 659 سانت كرويكس – وجماعة مسجد النور فرتوماس. كما توجد مدرسة إسلامية في سانت كروا تعرف باسم أكاديمية اقرأ تأسست عام 1997 لتوفير بديل تعليمي للمسلمين وغير المسلمين على حد سواء. نقوم بإعداد الطلاب من مرحلة ما قبل المدرسة حتى الصف الثاني عشر، للبحث عن المعرفة الراسخة في الإيمان كوسيلة للانتقال بنجاح إلى الحياة الجامعية وما بعدها. يقع الحرم الجامعي على مساحة تزيد عن سبعة أفدنة في بيئة استوائية محاطة بالتلال المجاورة وإطلالات على البحر الكاريبي.